# Daishizen no Majū – Bagi
Daishizen no Majū – Bagi (jap. 大自然の魔獣 バギ) ist ein Anime-Film aus dem Jahr 1984. Osamu Tezuka, Schöpfer von Serien wie Kimba, der weiße Löwe und Astro Boy, war hauptverantwortlich für den 86-minütigen Film. Tezuka Productions und NTV produzierten den Film.

## Handlung
Bagi, das Ergebnis eines genetischen Experimentes, entkommt und wird von einem Kind aufgenommen. Als sich herausstellt, dass Bagi keine normale Katze ist, will man sie dem Kind wieder wegnehmen. Sie flüchtet jedoch in die Natur und kehrt erst neun Jahre später zurück, da sie erkannt hat, dass sie kein normales Wesen ist. Bagi versucht nun, die Experimente, die zu Wesen wie ihr geführt haben, zu verhindern.